# DGPS

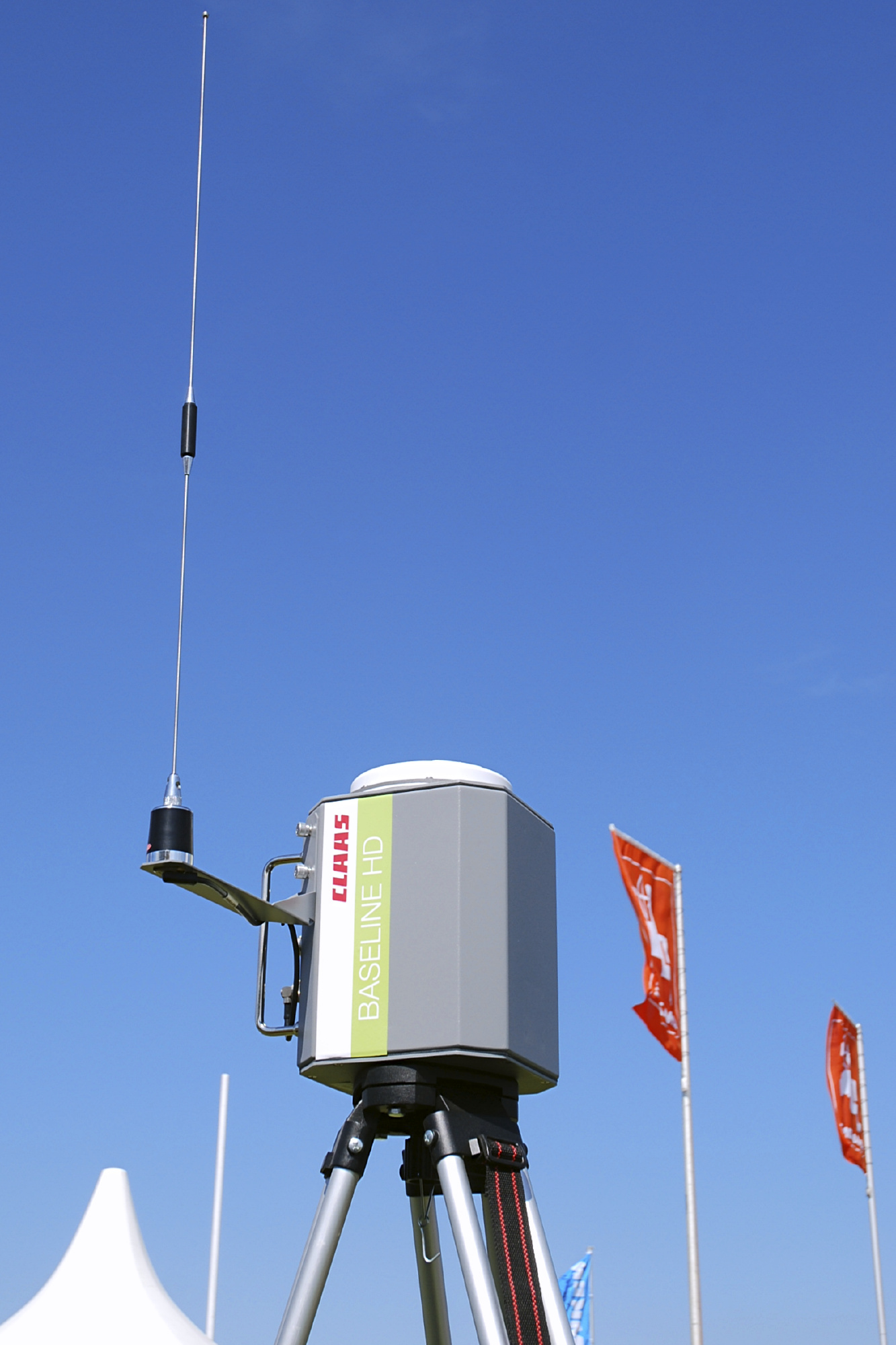
Переносний DGPS-пристрій
Baseline HD використовуються в системах точного землеробства від компанії Claas

Диференціальна глобальна система позиціювання (англ. Differential Global Positioning System, DGPS) — розширення системи глобального позиціювання GPS, що забезпечує підвищену точність визначення місця розташування, від точності 15 метрів номінальної GPS до 10 см у разі найкращих реалізацій.
Диференціальний режим полягає у використанні двох приймачів — один нерухомо знаходиться в точці з відомими координатами і називається «базовим», а другий, як й раніше, є мобільним. Дані, отримані базовим приймачем, використовуються для корекції інформації, зібраної пересувним апаратом. Корекція може здійснюватися як в режимі реального часу, так і при «офлайновій» обробці даних, наприклад, на комп'ютері. Зазвичай як базовий використовується професійний приймач, що належить якій-небудь компанії, яка має ліцензію на надання послуг навігації або займається геодезією.

## Наявні станції в Україні[1]
| Ім'я                              | Ід  | Розташування                                                            | Частота   |
| --------------------------------- | --- | ----------------------------------------------------------------------- | --------- |
| Одеський маяк                     | 086 | 46°23′00″ пн. ш. 30°45′00″ сх. д. / 46.383333° пн. ш. 30.750000° сх. д. | 297.0 кГц |
| Зміїний маяк                      | 085 | 45°15′11″ пн. ш. 30°12′08″ сх. д. / 45.253033° пн. ш. 30.202320° сх. д. | 294.5 кГц |
| Єнікальський маяк (окупований РФ) | 095 | 45°23′07″ пн. ш. 36°38′20″ сх. д. / 45.385366° пн. ш. 36.638808° сх. д. | 288.0 кГц |